# Екшънмен (сериал, 1995)
„Екшънмен“ (на английски: Action Man) е игрално-анимиран сериал, създаден от DIC Productions, L.P. и Bohbot Entertainment, който е базиран на едноименната играчка от Хасбро. Сериалът включва игрални сегмента преди и след сериала, където заснет от Юнивърсъл Студиос в Холивуд и Флорида.

## Актьорски състав
- Марк Грифин – Екшънмен / Матю Екслър
- Ролф Лийндърс – Доктор Хикс / Дориън Екслър
- Джоули Колинс – Натали Пул
- Дейл Уилсън – Кнък Уилямс
- Айрис Куин – Вира
- Ричард Кокс – Жак
- Дейвид Хей – Професор Ганджрийн
- Гари Чолк – Секретар Норис

## В България
В България сериалът е излъчен по Канал 1 на БНТ през 2001 г. с български дублаж. В него участват Кирил Бояджиев, Христо Бонин и Николай Николов.